# Interstudent
Interestudent – konkurs na najlepszego studenta zagranicznego w Polsce, organizowanego przez Fundację Edukacyjną Perspektywy.
Konkurs przeprowadzany jest od 2009 roku dla obcokrajowców studiujących na uczelniach polskich i stanowi część programu Study in Poland. W ramach konkursu wybieranych jest po jednym studencie rocznie spośród wszystkich zgłoszonych w kategoriach: studia I stopnia, II stopnia i III stopnia.
W Polsce studiuje około 72 tys. studentów zagranicznych ze 166 krajów. Zwycięzców wybiera kapituła, w skład której wchodzą przedstawiciele środowiska naukowego (zwykle rektorzy uczelni zaangażowanych w organizację konkursu), studentów (zwykle przewodniczący Parlamentu Studentów RP) oraz organizatora. Kryterium wyboru jest aktywność studentów w życiu akademickim, aktywność społeczna poza uczelnią oraz dobre wyniki w nauce. Kandydatów mogą zgłaszać władze uczelni oraz samorządy i organizacje studenckie. Nagrody w formie dyplomów i statuetek są przyznawane na uroczystej gali, która co roku odbywa się w innym mieście.
Patronami konkursu są: Konferencja Rektorów Akademickich Szkół Polskich, Parlament Studentów RP i Krajowa Reprezentacja Doktorantów.

## Zwycięzcy
Każda edycja gali odbywa się w innym miejscu. Na przykład 27 lutego 2017 roku wręczenie nagród odbyło się w Galerii Sztuki Polskiej XIX wieku w krakowskich Sukiennicach.
| Edycja | Miejsce gali                                                 | Studia licencjackie | Studia magisterskie | Studia doktoranckie |
| ------ | ------------------------------------------------------------ | --- | --- | --- |
| 2018   | Politechnika Śląska w Gliwicach                              | Aigerim Balkhashbayeva (Kazachstan), Uniwersytet SWPS                                                                          | Safoura Reza (Afganistan, Francja), Uniwersytet Przyrodniczy we Wrocławiu                                                                    | Włodzimierz Lewoniewski (Białoruś), Uniwersytet Ekonomiczny w Poznaniu                                                         |
| 2017   | Galeria Sztuki Polskiej XIX wieku w krakowskich Sukiennicach | Sowmya Thottambeti (Indie), Politechnika Poznańska Vadym Melnyk (Ukraina), Wyższa Szkoła Informatyki i Zarządzania w Rzeszowie | Omar Al-Obaidi (Szwecja, Irak), Collegium Medicum Uniwersytetu Jagiellońskiego Seyed Mohammadreza Sadr (Reza) (Iran), Uniwersytet Warszawski | Sabina Brazevic (Litwa), Uniwersytet im. Adama Mickiewicza w Poznaniu Anastasiya Niakrasava (Białoruś), Uniwersytet Warszawski |
| 2015   | Europejskie Centrum Solidarności w Gdańsku                   | Cristina Rodríguez Álvarez (Hiszpania)                                                                                         | Timothy Mankowski (Kanada) | Assef Salloom (Syria) |
| 2014   | Hotel „Focus” w Lublinie                                     | Vitaliy Smygur (Ukraina), Uniwersytet Marii Skłodowskiej-Curie                                                                 | Gabrielle Karpinsky (USA), Gdański Uniwersytet Medyczny                                                                                      | Ghanshyambhai Khatri (Indie), Uniwersytet Jagielloński.                                                                        |
| 2013   | Warszawski Teatr Palladium                                   | Alena Varaksa (Białoruś), Uniwersytet im. Adama Mickiewicza w Poznaniu                                                         | Aliaksandr M. Bialiayev (Białoruś), Akademia Leona Koźmińskiego w Warszawie                                                                  | Kun Zheng (Chiny), Akademia Górniczo-Hutnicza im. Stanisława Staszica w Krakowie.                                              |
| 2012   |                                                              | Colett Neumann (Niemcy), Uniwersytet Zielonogórski                                                                             | Hoh Hong Huat (Malezja), Collegium Medicum UJ                                                                                                | Alona Nad (Ukraina), Akademia Górniczo-Hutnicza im. Stanisława Staszica w Krakowie                                             |
| 2011   |                                                              | Anton Komyza (Ukraina), Uczelnia Łazarskiego w Warszawie                                                                       | Anna Sugiyama (Japonia), Uniwersytet Warszawski                                                                                              | Gianluca Olcese (Włochy), Uniwersytet Wrocławski                                                                               |
| 2009   |                                                              | Siergiej Samuseu (Białoruś), Uczelnia Łazarskiego w Warszawie                                                                  | Agnieszka Maceikianec (Litwa), Uniwersytet Warszawski                                                                                        | Katarzyna Siuda (Kanada), Uniwersytet Medyczny w Poznaniu                                                                      |